# Aufbauspiel

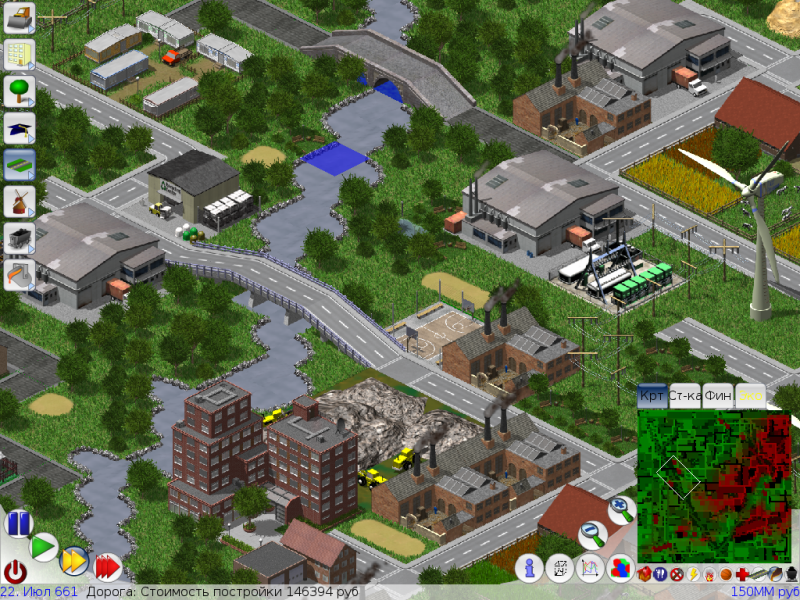
Städtebau-Simulation LinCity-NG, Städtebau ist ein klassisches Thema für Aufbauspiele

Als Aufbauspiel, Aufbausimulation oder auch Aufbau-Strategiespiel wird ein Computerspielgenre bezeichnet, in denen es die primäre Aufgabe des Spielers ist, etwas aufzubauen.

## Begrifflichkeit

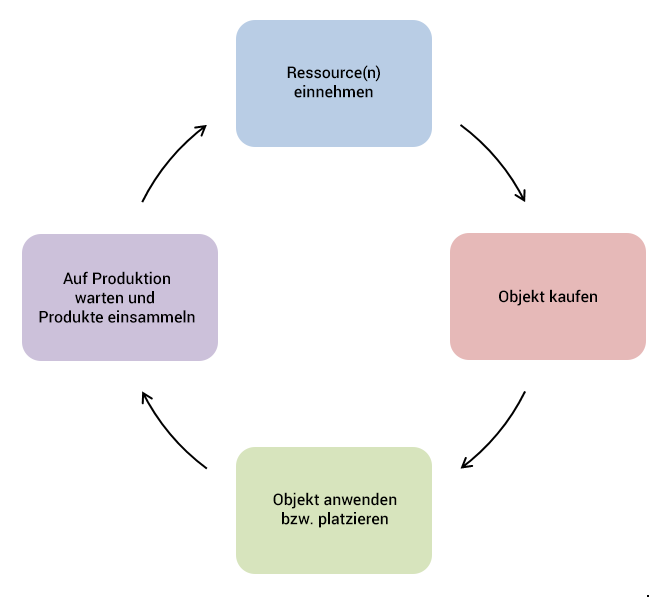
Vereinfachte Darstellung des Game Loop vieler Aufbauspiele

Aufbauspiele sind eine Variante von Computer-Strategiespielen. Im Gegensatz zu vielen anderen Strategiespielen liegt der Fokus allerdings nicht oder zumindest nicht hauptsächlich auf Militärstrategie und dem Besiegen der Gegner, sondern auf Wachstum und Aufbau. Die Unterhaltungssoftware Selbstkontrolle (USK) bezeichnet Aufbau-Strategie als die „zivile“ Form der Strategiespiele, bei der „Städtebau, Ressourcenmanagement oder Diplomatie im Vordergrund“ stehen. Aufbauspiele verfolgen in der Regel keinen kompetitiven Charakter. Es handelt sich oft um Einzelspieler-Titel.
Ein einfacher Game Loop in einem Aufbauspiel besteht aus dem Verdienen von Ressourcen (zum Beispiel „Holz“), welche dann genutzt werden, um weitere Objekte (zum Beispiel zusätzliche Gebäude wie eine „Holzfällerhütte“) zu kaufen und in der Spielwelt zu platzieren. Die erworbenen Objekte produzieren dann weitere Ressourcen, lassen die Kreation wachsen und der Kreislauf beginnt erneut.
Während Aufbauspiele dem Spieler oft wirtschaftliche Entscheidungen abverlangen, liegt in Abgrenzung zu reinen Wirtschaftssimulationen der Fokus des Spiels nicht allein auf wirtschaftlichen Entscheidungen. Es geht weniger um eine Gewinnmaximierung, als darum, sich um seine Einwohner, Besucher oder Tiere zu kümmern oder seiner Kreativität freien Lauf zu lassen. In vielen Fällen bauen Spieler auch nach ästhetischen Gesichtspunkten, also um etwas besonders „Schönes“ zu erschaffen. Die Zeitschrift PC Games beschreibt das Gameplay von Aufbauspielen wie folgt:

„Die meisten Titel dieses Genres präsentieren uns zum Spielstart eine leere Karte und geben uns erste Gebäude an die Hand. Diese Gameplay-Komponenten sind nichts anderes als Leinwand und Farbe für einen Künstler oder Werkzeug und Materialien für einen Handwerker. In Aufbauspielen werden wir zum Herrscher und Schöpfer unseres eigenen kleinen Reiches. Wir bestimmen das Layout, die wirtschaftliche Ausrichtung und auch das Aussehen unserer Kreation.“

Die österreichische Bundesstelle für die Positivprädikatisierung von Computer- und Konsolenspielen schreibt über Aufbauspiele:

„Bauen – eine sehr beliebte Beschäftigung, die uns ein Leben lang begleitet. […] Eine sehr beliebte Form des „digitalen Bauens“ stellen Aufbauspiele dar, in denen Städte auf einer noch unbesiedelten Landschaft vom „ersten Stein“ weg nach eigenen Vorstellungen entwickelt werden können.“

Kennzeichen vieler Aufbauspiele ist das Fehlen eines konkreten Spielziels. Es gibt oft keine erzählerische Handlung und auch keine Gegenspieler oder Endgegner, die es wirtschaftlich oder militärisch zu besiegen gilt. Ebenso gibt es selten zeitliche Beschränkungen, der Spieler kann soviel Zeit er möchte mit seiner Kreation verbringen und diese weiter und weiter wachsen lassen. Grenzen setzt in vielen Fällen einzig die zur Verfügung stehende, bebaubare Fläche. Aufbauspiele verwenden oft eine Draufsicht oder isometrische Perspektive um dem Spieler eine gute Übersicht zu ermöglichen.
Ralf Vollbrecht bezeichnet Aufbau-Strategie als eine von drei differenzierbaren Varianten von Strategie-Spielen neben Echtzeit-Strategiespielen und rundenbasierten Strategiespielen. Die Differenzierung ist jedoch nicht immer trennscharf, Spieleserien wie Die Siedler oder Anno beispielsweise bewegen sich in einer Schnittmenge zwischen Aufbau- und Echtzeitstrategie.

## Pädagogischer Nutzen
Aufbauspiele fördern bei Spielenden viele Fähigkeiten. Sie erweitern das Vorstellungs- und Planungsvermögen, stärken vorausschauendes und vernetztes Denken, fördern das Erfassen von Zusammenhängen und das Finden von optimalen Lösungen. Um erfolgreich zu sein, muss bisweilen viel ausprobiert oder der bestmögliche Lösungsweg recherchiert werden. Dies berührt insbesondere die Schlüsselqualifikation des Problemlösens.
Immer wieder werden Aufbauspiele mit einem explizit pädagogischen Hintergrund veröffentlicht. So erschien im Cornelsen Verlag in Zusammenarbeit mit der Bundeszentrale für politische Bildung das Politik-Aufbauspiel Genius – Im Zentrum der Macht. In dem Spiel erbaut der Spieler eine Stadt und verfolgt eine politische Karriere, um so die politischen Institutionen der Bundesrepublik Deutschland kennen zu lernen.
In einer Studie, in der 200 Hauptschüler das Spiel eine Woche lang in ihrer Freizeit spielten, konnten mehrere positive Effekte belegt werden. Christoph Klimmt fasst die Ergebnisse zusammen:

„Wir können eben zeigen, dass bei unserem kleinen Wissenstest tatsächlich die Kinder, die das Politikspiel gespielt haben, mehr Fragen beantworten konnten über das politische System in Deutschland, als die Vergleichsgruppe, die ein anderes Strategiespiel gespielt hat. Neben dem Wissen hat sich auch das Interesse für Politik, geringfügig aber doch nachweisbar verstärkt. Insofern gibt es nicht nur Wissenseffekte, sondern wir sehen auch Spuren für Motivationseffekte, dass man über so ein Spiel auch Interesse für ein Thema wecken kann, für das vielleicht vorher nicht so viel Interesse da war.“

## Varianten

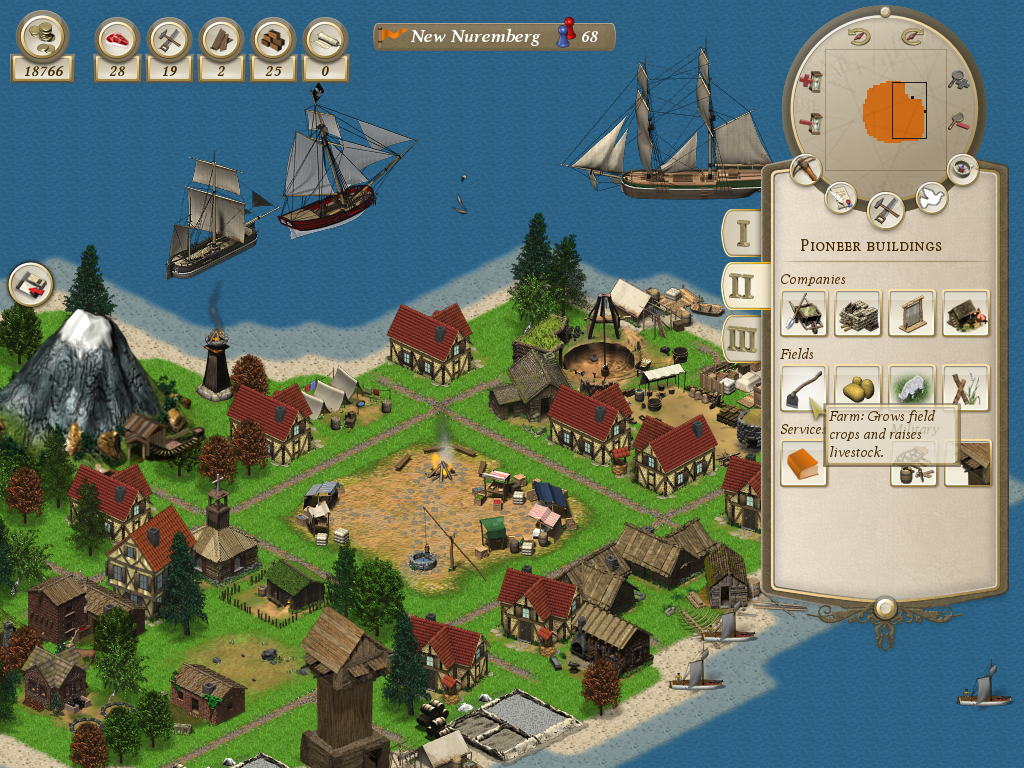
Unknown Horizons ist eine Mischung aus Städtebau-Simulation und Echtzeitstrategiespiel im Zeitalter des Kolonialismus.

### Städtebau-Simulationen
Städtebau-Simulationen, auch Stadtaufbauspiele oder Stadtsimulationsspiele genannt, sind eine Variante der Aufbau-Strategie. In diesem Genre errichtet der Spieler eine möglichst große Stadt. Eine der ältesten und bekanntesten Städtebau-Simulationen ist die SimCity-Reihe. Ebenfalls großer Beliebtheit erfreut sich das Spiel Cities: Skylines. Spieleentwickler haben das Spielprinzip in eine Vielzahl verschiedener Settings verlegt, darunter zum Beispiel die Steinzeit (Dawn of Man), die Antike (City Building Series), das Mittelalter (Anno 1404, Banished, Die Siedler), die Neuzeit und Kolonialzeit (Anno 1701, Banished), Science-Fiction-Szenarios (Anno 2205, Surviving Mars, Frostpunk, Dyson Sphere Program), die Karibik des Kalten Krieges (Tropico) oder diverse Fantasie-Szenarien (Townscaper, Islanders, Dwarf Fortress).
Der Spieler muss sich je nach Szenario bei stetig steigender Bevölkerungszahl um die Bedürfnisse seiner Einwohner kümmern. Diese variieren von Grundbedürfnissen wie Nahrungsmitteln oder Wasser bis zu Luxusprodukten und kulturellen oder religiösen Angeboten.
Ein wiederkehrendes Motiv in vielen Städtebau-Simulationen sind zufällige Katastrophen wie zum Beispiel Vulkanausbrüche, Missernten, Krankheiten oder feindliche Angriffe, die den Spieler zwingen, spontan zu reagieren und die Stadt bestmöglich zu schützen.

### Themenpark-Simulationen

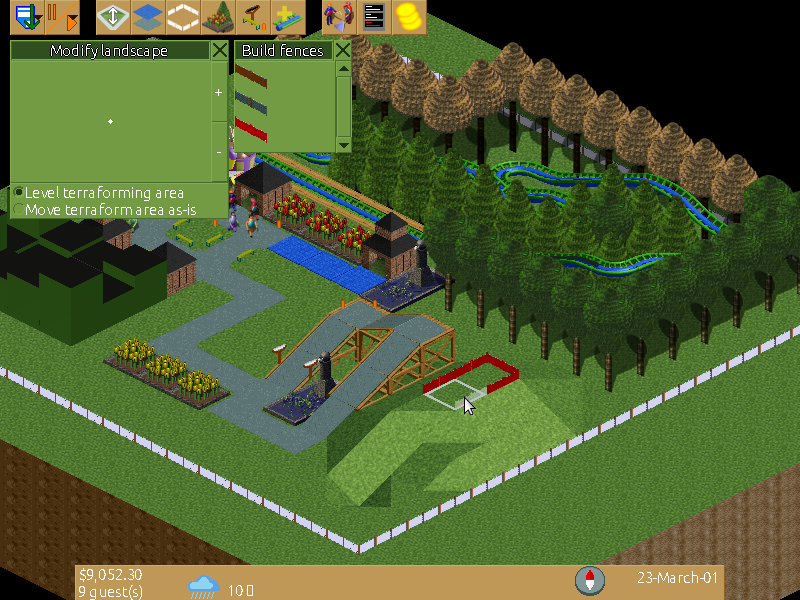
Freizeitpark in FreeRCT in einer frühen Version

In Themenpark-Simulationen errichtet der Spieler einen Freizeitpark. Bekannte Spiele sind die RollerCoaster-Tycoon-Serie, Planet Coaster, Parkitect oder Zoo Tycoon und Planet Zoo. Je nach Schwierigkeitsgrad überwiegt bei diesen Spielen entweder der Aspekt der Aufbaustrategie oder (auf einem höheren Schwierigkeitsgrad) der finanziellen Simulation des Betriebs.

### Management- und Fabrik-Simulationen
Immer wieder werden in Fachzeitschriften auch Management-Spiele wie Theme Hospital oder die Dungeon-Keeper-Serie als Aufbauspiele kategorisiert. Hier bestehen erhebliche Überschneidungen zu Wirtschaftssimulationen, wenngleich noch immer der Aspekt des Bauens und „sich kümmerns“ gegenüber rein finanzwirtschaftlichen Entscheidungen überwiegt. Auch das Fabrik-Aufbauspiel Factorio gilt als Aufbauspiel.

### Biosimulation

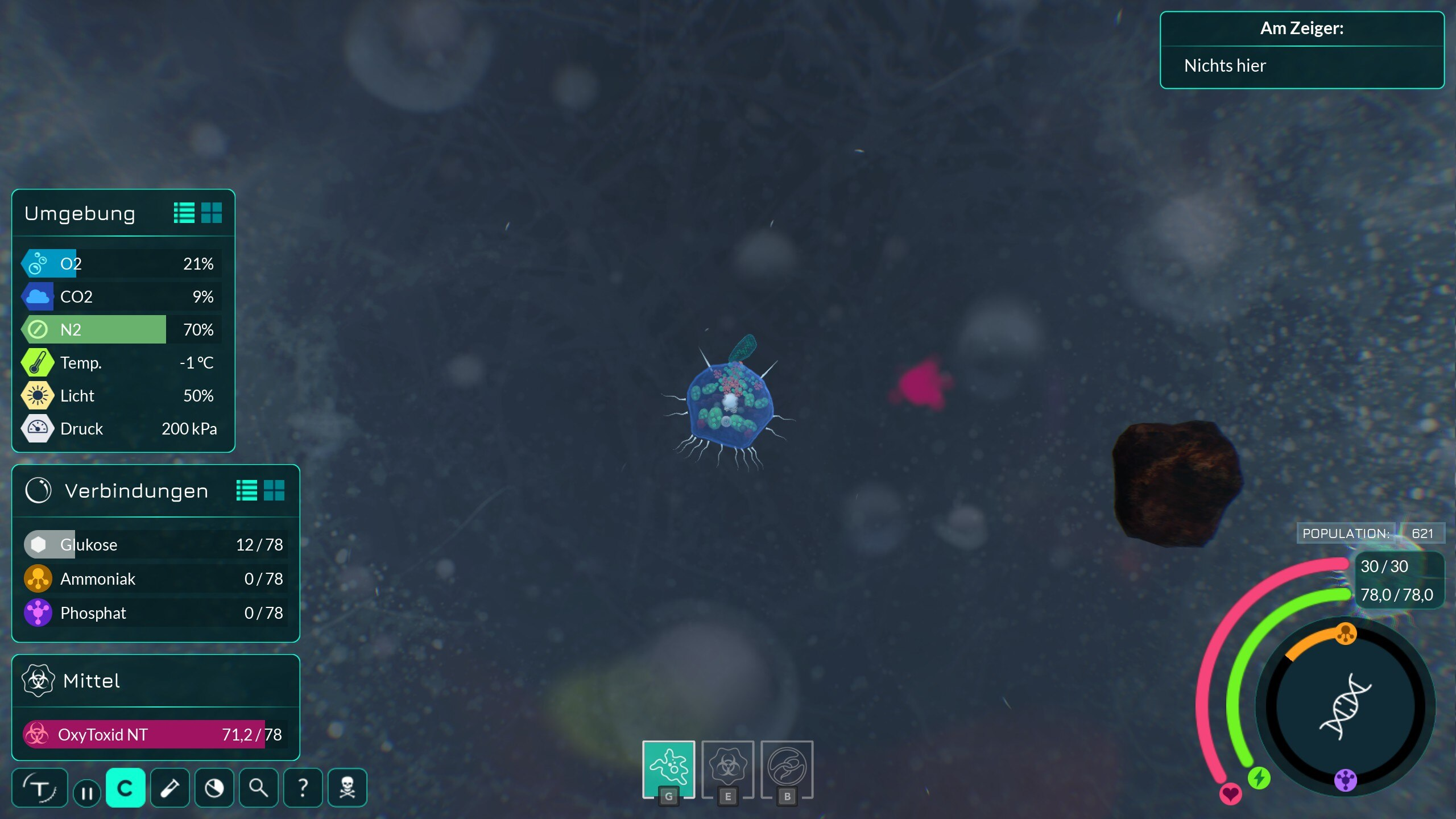
Die freie Biosimulation Thrive im Mikrobenstadium.

In Spore (abgeleitet vom biologischen Begriff der Spore) geht es darum, eine Spezies in verschiedenen Phasen vom Einzeller zum intelligenten Lebewesen zu entwickeln. Der Spieler muss z. B. Nahrung für seine Kreaturen beschaffen und sie vor Stärkeren schützen.

### Göttersimulationen
Viele Göttersimulationen, in denen der Spieler wie ein Gott über einen Planeten oder eine Spezies herrscht (Black & White) beinhalten Aspekte eines Aufbauspiels.